# Дихромат цинка
Дихромат цинка (бихромат цинка) — соль цинка и неорганической дихромовой кислоты. Используется в химии как мягкий окислительный реагент, так как хром в соединении проявляет степень окисления +6. Используется для окисления спиртов, окислительного дезаминирования альфа-аминофосфатов и аминов, синтеза тиосульфатов из тиолов и окисления сульфидов до сульфоксидов.

## Физические свойства
ZnCr2O7 представляет из себя оранжево-желтые кристаллы, не имеет запаха, растворим в кислотах, жидком аммиаке и воде.
ZnCr2O7•3H2O тригидрат дихромата цинка имеет красно-коричневый или оранжево-жёлтый цвет. Гигроскопичное вещество, хорошо растворимое в воде.

## Химические свойства
Получают действием серной кислоты на хромат цинка:
2ZnCrO4 + H2SO4 → ZnCr2O7 + ZnSO4 + H2O
взаимодействием оксида цинка с оксидом хром VI:
ZnO + 2CrO3→ ZnCr2O7
или действием дихромата калия на хлорид цинка:
ZnCl2 + K2Cr2O7 → ZnCr2O7 + 2KCl
Применение при окислении органических веществ. Окисляет спирты до альдегидов и кислот в подкисленном растворе:
ZnCr2O7 + 4H2SO4 + 3CH3CH2OH t→ 3CH3CHO + ZnSO4 + Cr2(SO4)3 + 7H2O
ZnCr2O7 + 8H2SO4 + 3CH3CH2OH t→ 3CH3COOH + ZnSO4 + Cr2(SO4)3 + 11H2O
Взаимодействует со щелочами с образованием хромата цинка:
ZnCr2O7 + 2NaOH → Na2CrO4 + ZnCrO4↓ + H2O

## Применение
- Окисление органических соединений;
- Как пигмент грунтовых красок;
- Используется в производство плёнок с антикоррозионными свойствами[1].